# 文化のみち橦木館
文化のみち橦木館（ぶんかのみち しゅもくかん）は、愛知県名古屋市東区橦木町にある建築物。旧井元為三郎邸（きゅういもとためさぶろうてい）とも呼ばれる。文化のみちを構成する施設であり、「白壁・主税・橦木町並み保存地区」内にある。1926年（大正15年）頃に陶磁器商の井元為三郎によって建てられた。

## 歴史

### 井元為三郎邸

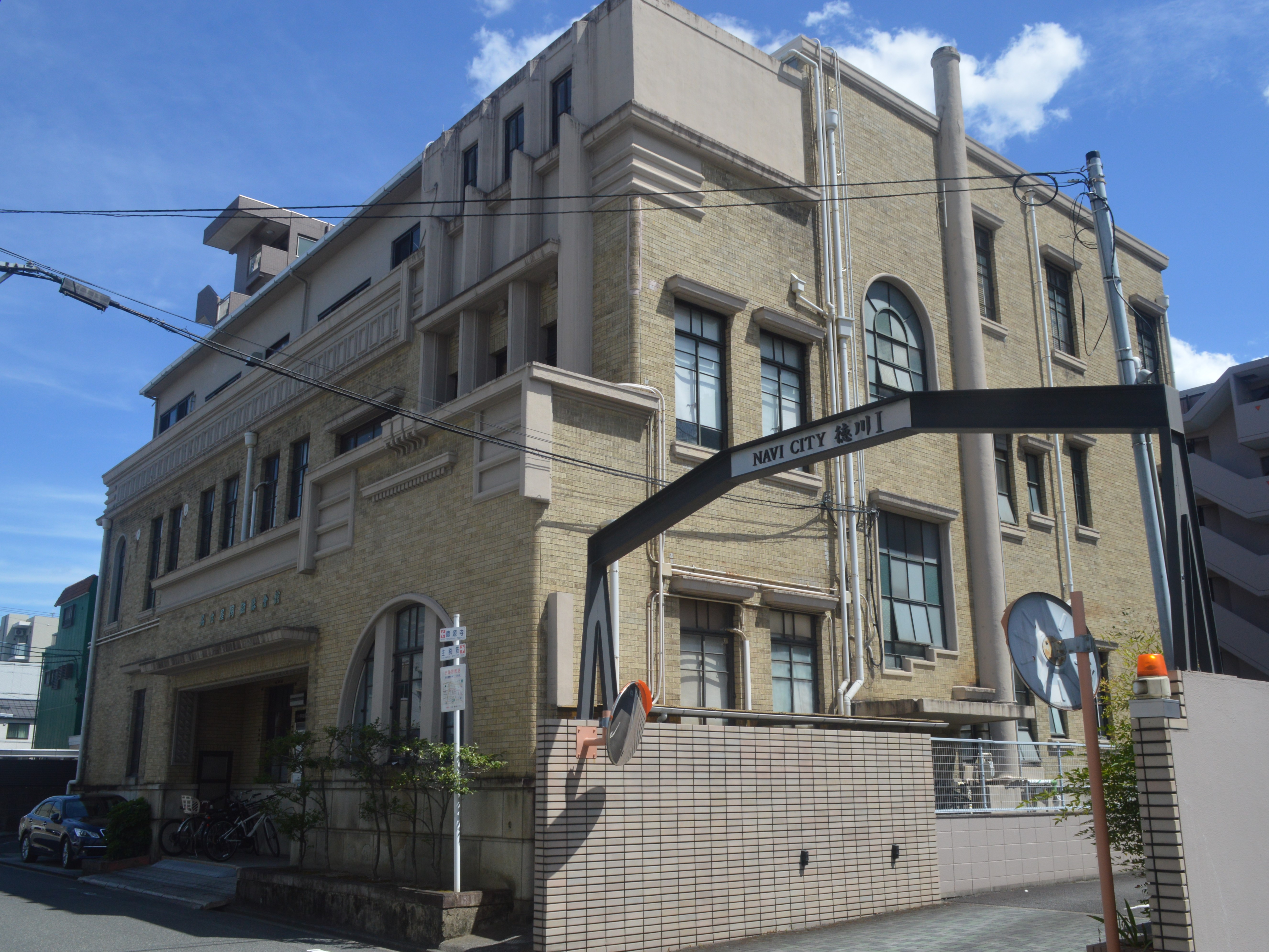
井元が建設を提案した名古屋陶磁器会館

1926年（大正15年）頃、陶磁器の加工問屋として財を為した井元為三郎が建てた屋敷である。建設時点の井元は名古屋陶磁器貿易商工同業組合の組合長などを務めていた。
井元は名古屋陶磁器貿易商工同業組合の事務所の建設を提案しており、1932年（昭和7年）に事務所として名古屋陶磁器会館が竣工すると、1941年（昭和16年）には名古屋陶磁器会館の敷地内に井元為三郎翁像が建立された。1945年（昭和20年）には井元が71歳で死去した。

### 橦木館
太平洋戦争中の名古屋空襲では名古屋市街地の大半が焼失し、橦木館の正面にあった旧第三高等女学校も爆撃に遭ったが、橦木館の建物などは奇跡的に残った。居住者が不在となってからは荒れ放題だった。
1996年（平成8年）から2002年（平成14年）にかけて、市民団体が借り上げて橦木館（しゅもくかん）の名前が付けられるとともに設計事務所などが置かれ、演劇やコンサート、ファッションショーなど各種イベントが行われる文化サロンとして使用された。1996年（平成8年）に名古屋市指定有形文化財に指定された。
2005年（平成17年）の愛・地球博に合わせて再公開すべく立ち上げられた世話人会（後のNPO法人「橦木倶楽部」）の管理の下、2004年（平成16年）春頃から毎週土曜日のみの公開・貸室が行われるようになった。2006年度末に名古屋市が土地・建物を取得し、2007年（平成19年）4月から2008年（平成20年）7月末まで暫定公開が行われた。2008年（平成20年）には名古屋市の景観重要建造物に指定された。その後耐震改修工事のために休館し、2009年（平成21年）7月17日には指定管理者制度を導入して公開を再開した。

## 建築
2階建ての洋館、平屋の和館と東西2棟の蔵、さらに京都から移築された茶席で構成される。

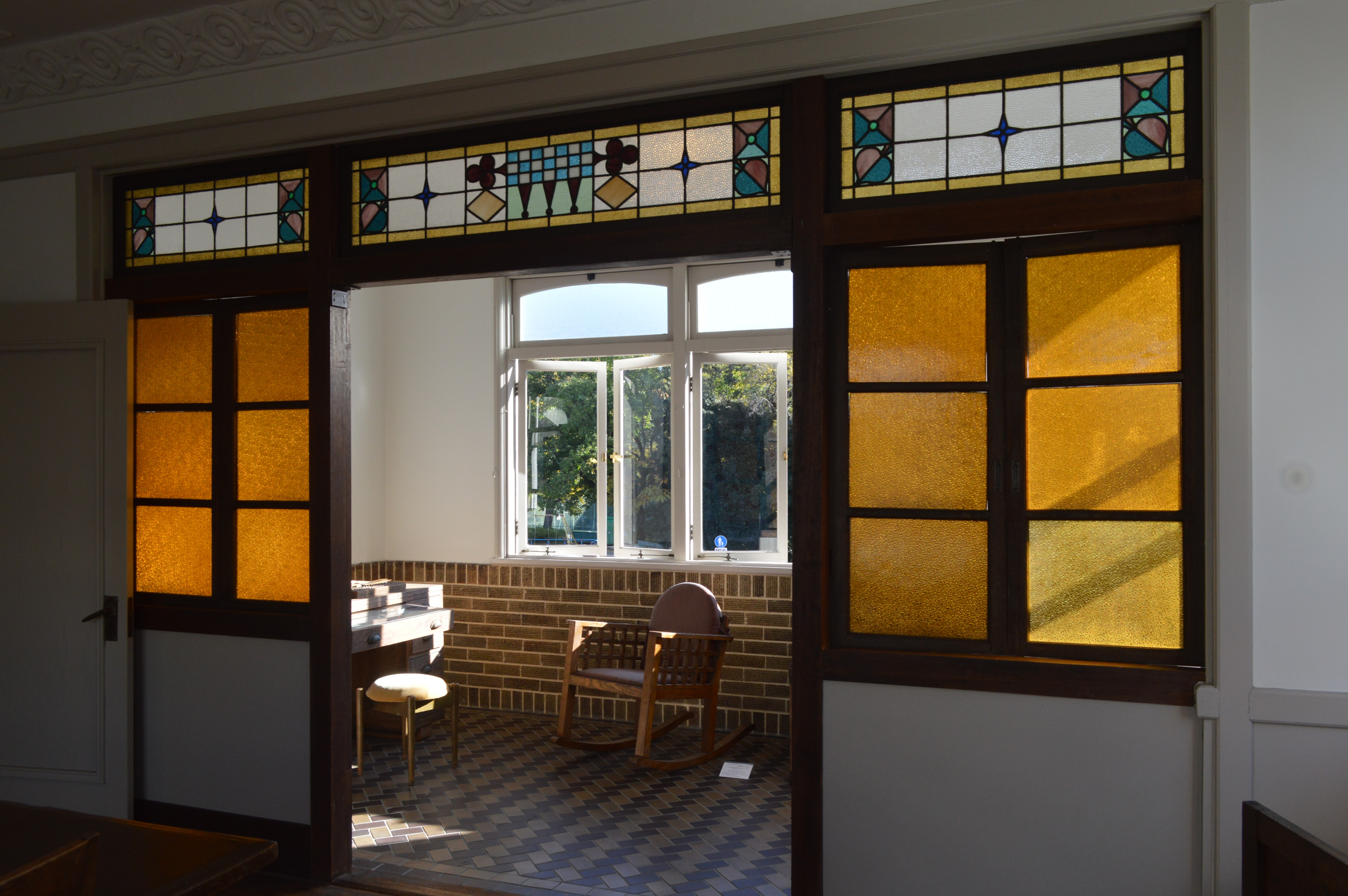
ステンドグラス
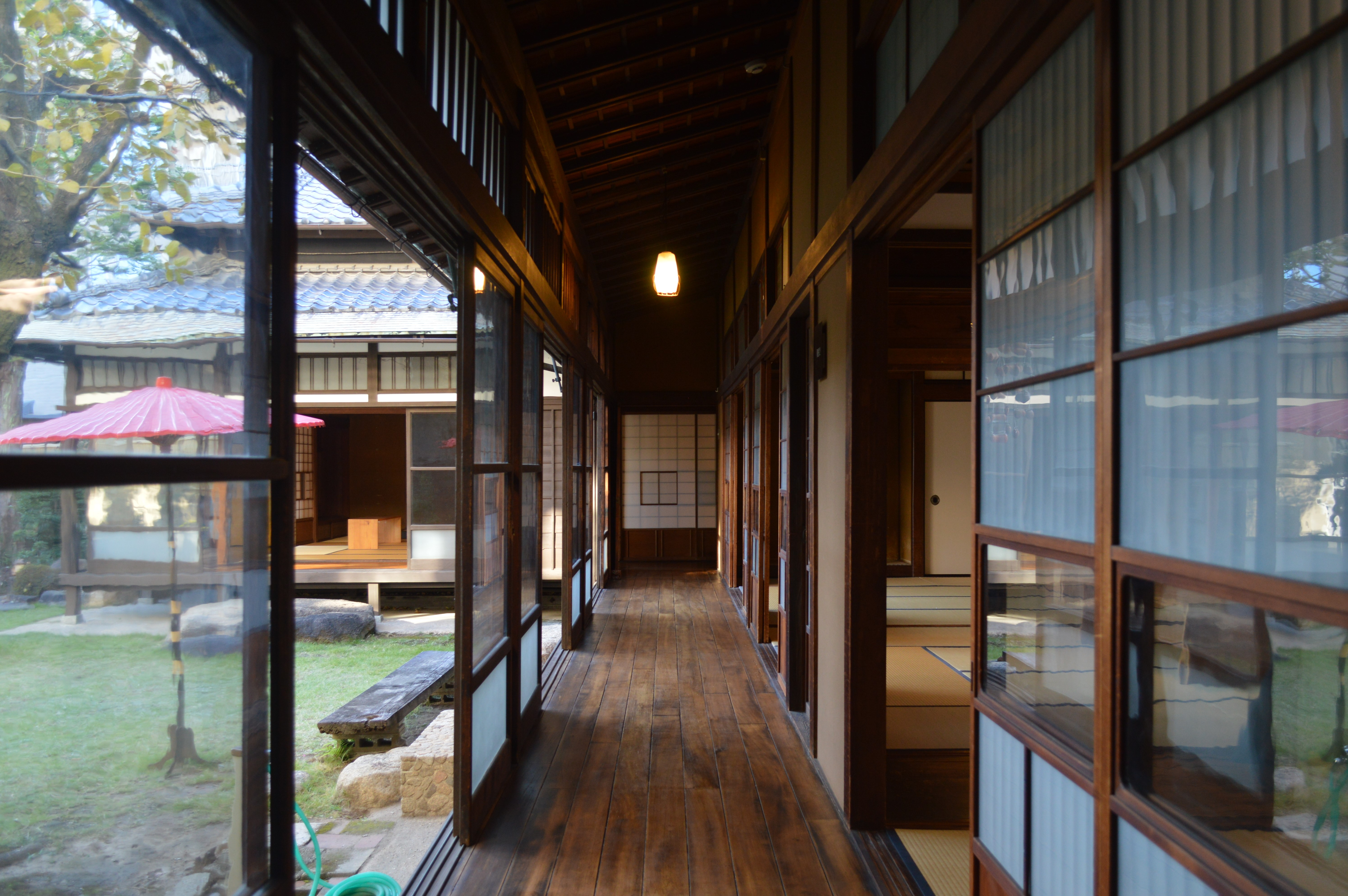
和室
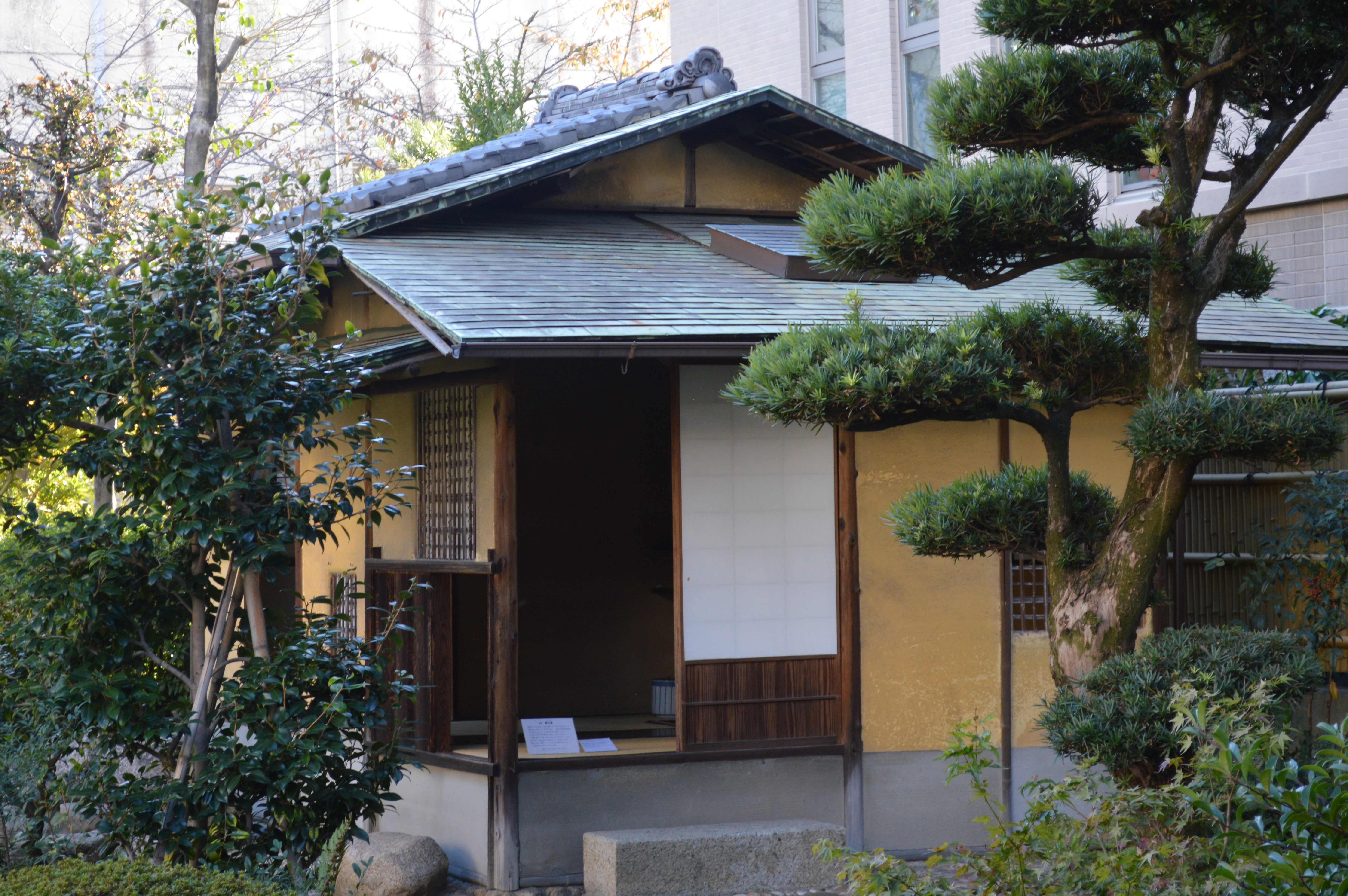
茶室
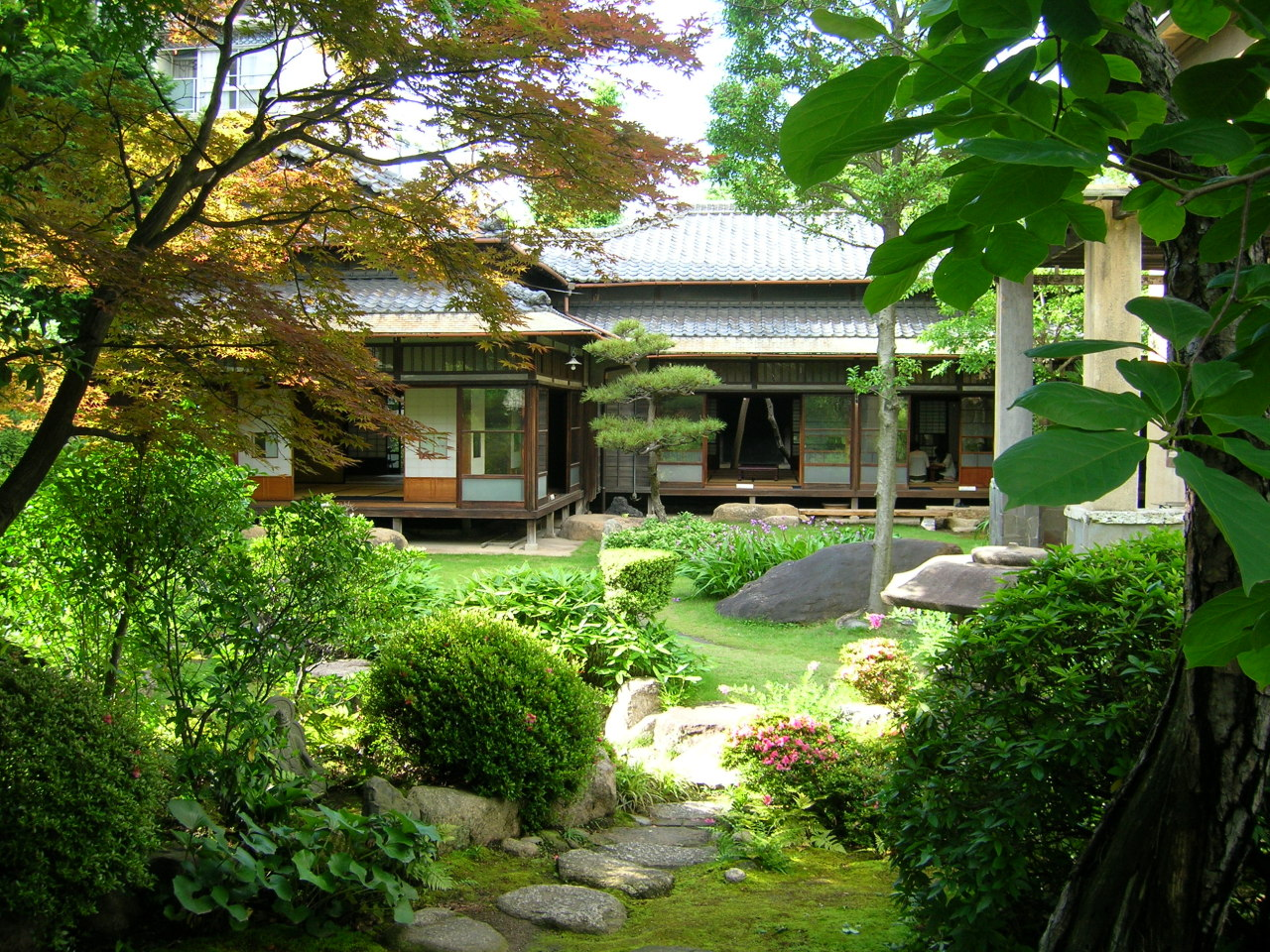
庭園

## 交通アクセス
- 名古屋市営地下鉄桜通線 - 高岳駅下車、2番出口から徒歩で約10分。
- 名古屋市営バス 「東片端」停留所下車、徒歩で約3分。
- 基幹バス 「清水口」停留所下車、徒歩で約5分。
- 名古屋観光ルートバスメーグル 「文化のみち二葉館」停留所下車、徒歩で約2分。
  - 駐車場無し